# Светско првенство у фудбалу за жене 2015. − група Б
Група Б ФИФА Светског првенства за жене 2015. била је једна од шест групе репрезентација које су се такмичиле на Светском првенству за жене 2015. Групу су чинили Немачка, Обала Слоноваче, Норвешка и Тајланд. Утакмице су одигране од 7. до 15. јуна 2015. године.

## Репрезентације групе Б
| Позиција на извлачењу | Репрезентација  | Конфедерација | Начин квалификовања            | Датум квалификовања | Укупно учешћа | Последње учешће | Најбољи резултат      | ФИФА рангирање на почетку првенства |
| --------------------- | --------------- | ------------- | ------------------------------ | ------------------- | ------------- | --------------- | --------------------- | ----------------------------------- |
| Б1 (seed)             | Немачка         | УЕФА          | УЕФА група 1 winners           | 13. септембар 2014. | 7.            | 2011            | Победник (2003, 2007) | 1                                   |
| Б2                    | Обала Слоноваче | КАФ           | Афрички Куп нација 3. место    | 25. октобар 2014.   | 1.            | —               | —                     | 67                                  |
| Б3                    | Норвешка        | УЕФА          | УЕФА група 5 победник          | 13. септембар 2014. | 7.            | 2011            | Победник (1995)       | 11                                  |
| Б4                    | Тајланд         | АФК           | АФК Куп Азије за жене 5. место | 21. мај 2014.       | 1.            | —               | —                     | 29                                  |

## Табела
| Pos | Тим             | О | П | Н | И | ГД | ГП | ГР  | Бод. | Qualification                   |
| --- | --------------- | - | - | - | - | -- | -- | --- | ---- | ------------------------------- |
| 1   | Немачка         | 3 | 2 | 1 | 0 | 15 | 1  | +14 | 7    | Квалификовала се за нокаут фазу |
| 2   | Норвешка        | 3 | 2 | 1 | 0 | 8  | 2  | +6  | 7    | Квалификовала се за нокаут фазу |
| 3   | Тајланд         | 3 | 1 | 0 | 2 | 3  | 10 | −7  | 3    |                                 |
| 4   | Обала Слоноваче | 3 | 0 | 0 | 3 | 3  | 16 | −13 | 0    |                                 |

У осмини финала:
- Немачка је играла са Шведском (трећепласирани тим у групи Д).
- Норвешка је играла са Енглеском (другопласирана екипа у групи Ф).

## Утакмице

### Норвешка и Тајланд
| Норвешка                                                           | (4 : 0)  | Тајланд |
| ------------------------------------------------------------------ | -------- | ------- |
| - Трине Ренинг 15’ - Изабел Херловсен 29’, 34’ - Ада Хегерберг 68’ | Извештај |         |

| Норвешка | Тајланд |

### Немачка и Обала Слоноваче
| Немачка | (10 : 0) | Обала Слоноваче |
| --- | -------- | --------------- |
| - Селија Шашић 3’, 14’, 31’ - Ања Митаг 29’, 35’, 64’ - Симоне лодер 71’ - Сара Дабриц 75’ - Мелани Берингер 79’ - Александра Поп 85’ | Извештај |                 |

| Немачка | Обала Слоноваче |

### Немачка и Норвешка
| Немачка        | (1 : 1)  | Норвешка           |
| -------------- | -------- | ------------------ |
| - Ања Митаг 6’ | Извештај | - Марен Мјелде 61’ |

| Немачка | Норвешка |

### Обала Слоноваче и Тајланд
| Обала Слоноваче                  | (2 : 3)  | Тајланд                                         |
| -------------------------------- | -------- | ----------------------------------------------- |
| - Анге НЃесан 4’ - Јоси Нахи 88’ | Извештај | - Оратај Сримани 26’, 45+3’ - Таната Чавонг 75’ |

| Обала Слоноваче | Тајланд |

### Тајланд и Немачка
| Тајланд | (0 : 4)  | Немачка                                                        |
| ------- | -------- | -------------------------------------------------------------- |
|         | Извештај | - Мелани Луполц 24’ - Лена Петерман 56’, 58’ - Сара Дабриц 73’ |

| Тајланд | Немачка |

### Обала Слоноваче и Норвешка
| Обала Слоноваче    | (1 : 3)  | Норвешка                                         |
| ------------------ | -------- | ------------------------------------------------ |
| - Анге Н'Ѓесан 71’ | Извештај | - Ада Хегерберг 6’, 62’ - Солвег Гулбрандсен 67’ |

| Обала Слоноваче | Норвешка |